# Fath Ali Szah Kadżar

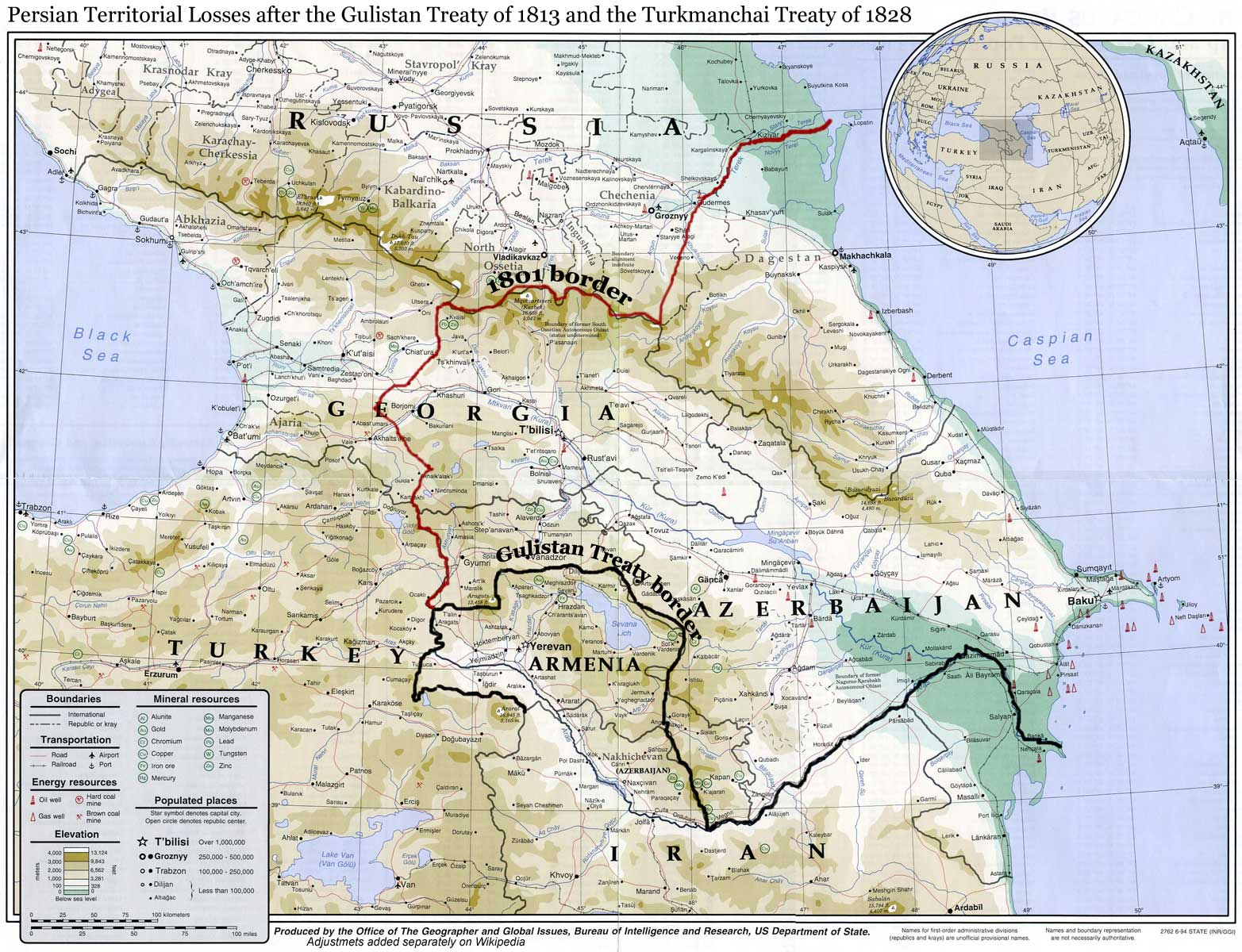
Straty terytorialne Iranu na Zakaukaziu po przegranych wojnach z Rosją

Fath Ali Szah Kadżar, pers فتحعلى‌شاه قاجار – drugi szach Iranu z dynastii Kadżarów, panujący w latach 1797–1834.
Był najstarszym synem Hosejn-gholi Chana, brata Aghi Mohammada Chana, przy czym imię Fath Ali otrzymał na cześć swojego dziadka. Jego ojciec zginął w walce z Turkmenami w 1777. Dwa lata później dołączył do swojego wuja, Aghi Mohammada Chana, który chociaż był kastratem, poślubił jego matkę i stał się jego przybranym ojcem. Po wstąpieniu na tron w 1789 Agha Mohammad wyznaczył go na swojego następcę. Pomimo to, po śmierci swojego wuja w 1797 Fath Ali Szah przez kilka lat musiał walczyć z rozmaitymi pretendentami do tronu i jego władza ustabilizowała się dopiero w 1801.
Najważniejszym wydarzeniem panowania Fath Ali Szaha były dwie wojny z Rosją w latach 1804-1813 i 1826–1828. W 1801 car Paweł I dokonał aneksji Gruzji, która tradycyjnie pozostawała w strefie wpływów Iranu, i w 1804 doszło do wybuchu wojny pomiędzy dwoma państwami. Ukazała ona z całą jaskrawością militarną niższość perskiej armii w stosunku do wojsk europejskich i kończący ją traktat golestański przewidywał utratę przez Iran wszystkich terytoriów położonych na północ od rzeki Kura. Nieprecyzyjne sformułowania traktatu golestańskiego, przyczyniające się do ciągłych napięć na nowej rosyjsko-irańskiej granicy, doprowadziły w 1826 do wybuchu kolejnej wojny, która zakończyła się dwa lata później po zdobyciu przez generała Iwana Paskiewicza Tebrizu. W traktacie torkmanczajskim Iran nie tylko zrzekał się kolejnych terytoriów, tj. chanatów Erewanu i Nachczewanu, ale przyznał Rosji także tzw. prawo kapitulacji, tj. immunitet dla jej poddanych i eksterytorialność nabywanych przez nich nieruchomości, „co kolidowało z perską suwerennością i stało się modelem dla innych europejskich potęg żądających tego samego przywileju”.
W tym czasie Iran stoczył także krótką wojnę z Imperium Osmańskim (1821–1823), podsycaną przez Rosję, kończący ją traktat erzerumski potwierdzał jednak powrót do status quo ante bellum. Przegrane wojny z Rosją doprowadziły do pierwszych prób reform na wzór zachodni, w szczególności w armii, w czym przodował następca tronu Fath Alego, Abbas Mirza, nie dały one jednak znaczących rezultatów. Wystawny dwór Fath Alego bardzo kontrastował ze spartańskim stylem życia jego poprzednika. Jak pisze Anna Krasnowolska: „W ceremoniale dworskim Fath-Ali-szah nawiązywał do tradycji safawidzkiej. Posiadał ogromny harem, sprawował mecenat nad dworskimi poetami, malarzami, kaligrafami itp., w zamian za dedykowane sobie dzieła”. Abbas Mirza zmarł na rok przed swoim ojcem, tak że ostatecznie następcą Fath Alego został jego wnuk i najstarszy syn Abbasa Mirzy, Mohammad Szah.